# Tricentrus bifasciatus
Tricentrus bifasciatus är en insektsart som beskrevs av Jacobi 1944. Tricentrus bifasciatus ingår i släktet Tricentrus och familjen hornstritar. Inga underarter finns listade i Catalogue of Life.